# Штайнигтвольмсдорф
Штайнигтвольмсдорф (нем. Steinigtwolmsdorf; в.-луж. Wołbramecy) — коммуна в Германии, в земле Саксония. Подчиняется административному округу Дрезден. Входит в состав района Баутцен.  Население составляет 3138 человек (на 31 декабря 2010 года). Занимает площадь 18,03 км².
Коммуна подразделяется на 3 сельских округа.